# Lucero Tena
María de la Luz Tena Álvarez, de nombre artístico Lucero Tena (Durango, México, 16 de septiembre de 1937), es una bailarina de flamenco e intérprete de las castañuelas española nacida en México. Reside en España desde 1958.

## Biografía
Nieta de María Rosario del Pilar Bonachea de Mendoza, nacida en Vitoria, España, e hija de Luz Álvarez, conserva familia en Pasadena (California) y en Cuernavaca (México). Su padre, Guillermo Tena, era ingeniero, y su madre maestra. 
Según su propio relato, a raíz de una fiebre de malta contraída a los cuatro años de edad por ingerir una porción de queso en mal estado, empezó a bailar: "en mis inicios estudié ballet clásico con Nina Shestakova durante ocho años, y danza española con la bailarina madrileña Emilia Díaz, quien me enseñó los bailes del rico folclore español, la escuela bolera del siglo XVIII y las danzas clásicas de los compositores españoles como Falla, Albéniz, Granados, Turina, etc." Domingo José Samperio, quien inventó la crotalogía concertada también fue su profesor. Tras conocer a la gran bailaora Carmen Amaya, de gira en México, por un percance de salud de su hermana Leonor Amaya (que contrajo hepatitis), Carmen la invitó a sustituir a aquella, tras lo cual pasó a formar parte de la compañía. Con Amaya realizó giras por México y Estados Unidos durante tres años, hasta 1957. En 1958 Lucero Tena llegó a Madrid con su madre, donde bailaría varios años en el célebre Corral de la Morería (abierto en mayo de 1956) en calidad de figura estelar. Más tarde crearía su propio grupo de flamenco, y con frecuencia realizaría giras por el extranjero.
Domina el inglés, al haberse educado en un colegio bilingüe.
Extraordinaria «bailaora», es asimismo una excepcional ejecutante de las castañuelas, en particular interpretando obras clásicas, al punto de que Joaquín Rodrigo le dedicó sus Dos danzas españolas en 1966. Destaca, en esta faceta, su participación en el concierto inaugural del Palacio de la Música y Congresos de Valencia el 25 de abril de 1987. 
A partir de su retiro como bailaora, su actividad como concertista de castañuelas fue en aumento. Tena ha trabajado con grandes directores de orquesta como Mstislav Rostropóvich, Rafael Frühbeck de Burgos, Jesús López Cobos, Sergiu Comissiona, Franz-Paul Decker y Miguel Ángel Gómez Martínez. Se considera que es la gran introductora en el mundo de la castañuela como instrumento orquestal.
Fue juez en el Conservatorio Superior de Música de Madrid, y es autora de muchos discos como "Lecciones de castañuelas" (1966), la serie "Palillos flamencos", "El barroco español en castañuelas" o "Música española en castañuelas" (1992).
Una de sus actuaciones, “La boda de Luis Alonso”, dirigido por el maestro Enrique García Asensio (2007) y recogido en un video colgado en la plataforma YouTube alcanzó los trece millones de visualizaciones.
Estuvo casada durante 44 años con un médico gallego, el Dr. José Carlos de Mendoza Feijóo (traumatólogo), su marido hasta que él falleció. Su boda tuvo lugar en el Real Monasterio de Santa María de Guadalupe el 14 de septiembre de 1977.
Reside en Madrid, en el barrio de Salamanca, tras muchos años de residencia en Boadilla del Monte.
Sus castañuelas siempre se las fabricó un lutier de Alacuás, José Tárrega Peiró.

## Premios y distinciones
- Medalla de Oro del Círculo de Bellas Artes (1965).[9]
- Lazo de Dama de la Orden de Isabel la Católica (1968).[10]
- Socia de honor de la Asociación Manuel de Falla-Ernesto Halffter de Cádiz (2013).[11]
- Corbata de la Orden de Alfonso X el Sabio (2003).[12]
- Medalla de Oro al Mérito en las Bellas Artes.[13]
- Alta Distinción de la Generalidad Valenciana al Mérito Cultural.[13]
- Medalla de Oro de la Ciudad de Valencia concedida por el Ayuntamiento de Valencia (2002).[13]
- Encomienda con Placa de la Orden Civil de Alfonso X el Sabio (2015).[14]
- Premio a la Cultura de la Revista Escaparate de Sevilla (2022).[15]